# Muxagata (Fornos de Algodres)
Muxagata es una freguesia portuguesa del concelho de Fornos de Algodres, con 10,14 km² de superficie y 248 habitantes (2001). Su densidad de población es de 24,5 hab/km².